# Samani
Samani (japanska: 様似町?, Samani-chō) är en landskommun (köping) i Hokkaido prefektur i Japan. 